# 新丝藓
新丝藓（学名：Neodicladiella pendula）为蔓藓科新丝藓属下的一个种。